# Aoi Hana
Aoi Hana (青い花 lit. Flores azules?) es una serie de manga de género yuri escrita e ilustrada por Takako Shimura. Comenzó a ser serializada en noviembre de 2004 en la revista Manga Erotics F. El primer volumen tankōbon fue publicado en diciembre de 2005 y hasta la fecha 8 volúmenes han sido publicados. La historia se centra en Fumi Manjōme, una joven lesbiana, y su amiga de la infancia Akira Okudaira, quien trata de mantener felices a sus amigas en tiempos difíciles. Una adaptación a serie de anime producida por J.C.Staff y dirigida por Kenichi Kasai fue emitida entre julio y septiembre de 2009 por Fuji TV.

## Argumento
Fumi Manjoume y Akira Okudaria eran amigas desde pequeñas, pero cuando Fumi se mudó perdieron el contacto. Diez años después, se vuelven a encontrar como estudiantes de preparatoria de diferentes escuelas, al principio ambas no se conocieron tras pasar mucho tiempo separadas. Aunque encuentran que las cosas entre ellas han cambiado, tratan de ayudarse en momentos difíciles, y manteniendo las vidas que cada una tiene ahora sin alejarse siendo la una de la otra el mayor apoyo que pueden tener en esta nueva etapa de su vida.
Durante su vida escolar, Fumi hace amigas que le invitan a unirse a un club; con la duda de los clubes, conoce a una chica de grado superior llamada Sugimoto, que le invita al club de literatura, pero después se entera de la verdad: es de otro club. Fumi encuentra interesante a la chica casi igual de alta que ella y se hacen amigas. Por otro lado, Akira asiste a una escuela diferente, una especie de internado con iglesia, ella también hace amigas y se une al club de teatro. Conforme avanza la historia Fumi y Sugimoto se hacen más unidas y terminan saliendo en una cita; como trabajo para el festival escolar, deciden realizar una obra de teatro, de ahí en adelante inician las aventuras de amor y desamor de Fumi y el apoyo incondicional de su mejor amiga de la infancia.

## Personajes

### Preparatoria Matsuoka
Fumi Manjōme (万城目 ふみ Manjōme Fumi?)
 Seiyū: Ai Takabe, Vanessa Olea (español latino)
Fumi es una estudiante de primer año en la preparatoria femenina Matsuoka, y es una chica alta y tímida, conocida por ser llorona. Fumi vuelve a la ciudad donde creció y se encuentra, sin darse cuenta, a su amiga de la infancia Akira Okudaira. Cuando eran más pequeñas, Akira había sido la protectora de Fumi, cuidándola del peligro y consolándola cuando lloraba. Poco tiempo después de conocer a Yasuko Sugimoto en el club de literatura, Fumi empieza a sentir algo por Yasuko, quien más tarde la invita a salir.
Yasuko Sugimoto (杉本 恭己 Sugimoto Yasuko?)
 Seiyū: Chiemi Ishimatsu, Claudia Contreras (español latino)
Yasuko es una estudiante de tercer año en la preparatoria Matsuoka. Ella es muy popular y la capitana del equipo de basquetbol, aunque Fumi la confunde con pertenecer al club de literatura al conocerse. Después de visitar la Academia Fujigaya y rechazar la confesión de Kyōkom, ella invita a Fumi a salir, quien acepta.
Misako Yasuda (安田 美沙子 Yasuda Misako?)
 Seiyū: Yuka Iguchi, Alexa Navarro (español latino)
Misako, también conocida por el sobrenombre Yassan, es una compañera de clase de Fumi con cejas gruesas y pelo muy corto. Ella es una miembro del club de drama con Yōko y Miwa.
Yōko Hon'atsugi (本厚木 洋子 Hon'atsugi Yōko?)
 Seiyū: Sayuri Yahagi, Lili Vela (español latino)
Yōko, también conocida por el sobrenombre Pon-chan, es una compañera de clase de Fumi con una personalidad alegre y franca, y tiene el cabello a la altura de los hombros. Es una miembro del club de drama con Misako y Miwa, e invita a Fumi a unirse también, pero es rechazada.
Miwa Motegi (茂木 美和 Motegi Miwa?)
 Seiyū: Aki Toyosaki, Claudia Bramnfsette (español latino)
Miwa, también conocida como Mogii, es una compañera de clase de Fumi durante el primer año. Tiene una personalidad gentil y tiene el cabello ondulado, a la altura de los hombros. Es una miembro del club de drama con Misako y Yōko. Es la única que es separada en segundo año para pertenecer a otra clase. Miwa se interesa por el hermano de Akira, Shinobu, y empiezan a salir al final del primer año de preparatoria.

### Academia Fujigaya
Akira Okudaira (奥平 あきら Okudaira Akira?)
 Seiyū: Yūko Gibu, Estefanía Piedra (español latino)
Akira es una chica alegre e inocente en su primer año en la Academia Fujigaya. Ella era la amiga de la infancia de Fumi y después de encontrarse con ella diez años más tarde se convierten en su amiga de nuevo. Akira es la consejera principal para Fumi. En su primer año, Akira se hace miembro del club de drama porque su amiga Kyōko Ikumi pertenece a este.
Kyōko Ikumi (井汲 京子 Ikumi Kyōko?)
 Seiyū: Yui Horie, Ivett Toriz (español latino)
Kyōko es una chica descuidada que solo tiene ojos para Yasuko. Está en la misma clase que Akira y es miembro del club de drama. Su prometido se llama Kō.
Ryōko Ueda (上田 良子 Ueda Ryōko?)
Ryōko es una chica alta de la clase de Akira en su segundo año. Tiene una personalidad gentil y callada, y le gusta leer. Se vuelve ayudante en la biblioteca de la Academia Fujigaya. Aparece también en otro manga de Takako Shimura, Awajima Hyakkei (淡島百景 Las Cien Vistas de Awajima?), como uno de los personajes estelares del segundo capítulo, donde se explica por qué es que asiste a Fujigaya.
Haruka Ōno (大野 春花 Ōno Haruka?)
Haruka es una chica que pertenece a una clase menor que la de Akira y se une al club de drama. Tiene una personalidad cautivadora que le hace fácil hacer amigos, aunque es propensa a cometer errores tontos. Debido a que su hermana mayor Orie es amiga de Hinako Yamashina (Una profesora de Fujigaya), Haruka se refiere a ella como Hina-chan.
Hinako Yamashina (山科 日向子 Yamashina Hinako?)
Hinako es una profesora de ciencias en Fujigaya, y la profesora principal de la clase de Akira en el segundo año.Ha conocido a la hermana de Haruka desde sus días de preparatoria en la Academia Fujigaya, y ahora esta en una relación con ella, aunque Haruka cree que solo son amigas cercanas.
Masanori Kagami (各務 正則 Kagami Masanori?)
 Seiyū: Kenji Hamada
Masanori es un profesor en Fujigaya y también actúa como asesor del club de drama. Se casa con la hermana mayor de Yasuko, Kazusa.

### Hermanas Sugimoto
Shinako Sugimoto (杉本 姿子 Sugimoto Shinako?)
 Seiyū: Mamiko Noto
Shinako es la hermana mayor a quién le gusta bromear y molestar a Yasuko. Atendió a la Academia Fujigaya al mismo tiempo que Hinako.
Kazusa Sugimoto (杉本 和佐 Sugimoto Kazusa?)
 Seiyū: Yukari Fukui
Kazusa es la segunda hermana mayor. Atendió a la Academia Fujigaya como estudiante y después volvió como profesora de arte por un corto tiempo. Mientras estaba allá, conoció a su futuro esposo Masanori Kagami, también profesor. Tiene una personalidad amable.
Kuri Sugimoto (杉本 公理 Sugimoto Kuri?)
 Seiyū: Mai Nakahara
Kuri es la tercera hermana mayor. En la misma forma que su hermana Yasuko, era muy popular cuando asistía a Fujigaya. También como Yasuko, se enamoró de Masanori Kagami, pero nunca le confesó sus sentimientos.

### Otros
Shinobu Okudaira (奥平 忍 Okudaira Shinobu?)
 Seiyū: Shinji Kawada
Shinobu es el hermano mayor de Akira, y va a la universidad. Está constantemente preocupado por su hermana, y muchas veces la lleva a lugares en su automóvil, aunque a Akira le molesta mucho lo protector que él es hacia ella.
Chizu Hanashiro (花城 千津 Hanashiro Chizu?)
 Seiyū: Fuyuka Ōura
Chizu es la prima mayor de Fumi. Ella y Fumi han tenido relaciones sexuales, pero al instante en que Fumi se muda otra vez a Kamakura, se da cuenta de que Chizu se va a casar pronto.
Kō Sawanoi (澤乃井 康 Sawanoi Kō?)
 Seiyū: Shintarō Asanuma
Kō es el prometido de Kyōko (solo en nombre) quien va a la universidad. Le gusta ayudar y tiene una personalidad calmada.

## Media

### Manga
Aoi Hana comenzó como una serie manga escrita e ilustrada por Takako Shimura, que empezó a ser serializada en la revista Manga Erotics F en noviembre de 2004. El primer volumen fue publicado el 15 de diciembre de 2005, y hasta la fecha, se han publicado seis volúmenes en Japón, recopilando hasta el capítulo 38. Hasta julio de 2012, han sido publicados 46 capítulos. El manga ha sido licenciado para publicarse en francés por Asuka con el título Fleurs Bleues. En España ha sido publicado por Milky Way bajo el título Flores Azules.

#### Lista de volúmenes
| 1 | «Volumen 1» | 15 de diciembre de 2005  | ISBN 978-4-7783-2005-8 |
| Contenido: - 01. La historia de la flor (花物語 Hana Monogatari?) - 02. Espera por mi (スタンド・バイ・ミー Stando Bai Mī?) - 03. Tormenta de primavera (春の嵐 Haru no Arashi?) - 04. Cuando me levanto en las mañanas (朝目覚めては Asa Mezamete wa?) - 05. El jardín secreto (秘密の花園 Himitsu no Hanazono?) - 06. La adolescencia es hermosa (青春は美わし Seishun wa Uruwashi?) - 07. Cumbres borrascosas (parte 1) (嵐が丘＜1＞ Arashi ga Oka (Ichi)?)                 |             |                          |                        |
| 2 | «Volumen 2» | 13 de diciembre de 2006  | ISBN 978-4-7783-2032-4 |
| Contenido: - 08. Cumbres borrascosas (parte 2) (嵐が丘＜2＞ Arashi ga Oka (Ni)?) - 09. Cumbres borrascosas (parte 3) (嵐が丘＜3＞ Arashi ga Oka (San)?) - 10. Días de juventud (若葉のころ Wakaba no Koro?) - 11. El nuevo anochecer (新しき日 Atarashiki Hi?) - 12. Hasta siempre (さよならは言わないで Sayonara wa Iwanaide?) - 13. El amor es ciego (恋は盲目 Koi wa Mōmoku?)                                                                                               |             |                          |                        |
| 3 | «Volumen 3» | 18 de marzo de 2008      | ISBN 978-4-7783-2053-9 |
| Contenido: - 14. Sueño de verano, parte 1 (夏の夜の夢＜前編＞ Natsu no Yo no Yume (Zenpen)?) - 15. Sueño de verano, parte 2 (夏の夜の夢＜後編＞ Natsu no Yo no Yume (Kōhen)?) - 16. El príncipe feliz, parte 1 (幸福な王子＜前編＞ Kōfuku na Ōji (Zenpen)?) - 17. El príncipe feliz, parte 2 (幸福な王子＜後編＞ Kōfuku na Ōji (Kōhen)?) - 18. Fuegos artificiales de invierno (冬の花火 Fuyu no Hanabi?)                                                                      |             |                          |                        |
| 4 | «Volumen 4» | 23 de abril de 2009      | ISBN 978-4-7783-2084-3 |
| Contenido: - 19. Campana de primavera (春の鐘 Haru no Kane?) - 20. Tsujigahana (冬の花火?) - 21. Rokumeikan, parte 1 (鹿鳴館 1 Rokumeikan Ichi?) - 22. Rokumeikan, parte 2 (鹿鳴館 2 Rokumeikan Ni?) - 23. Rokumeikan, parte 3 (鹿鳴館 3 Rokumeikan San?) - 24. Rokumeikan, parte 4 (鹿鳴館 4 Rokumeikan Yon?) - 25. Más rápido que el amor (愛より速く Ai yori Hayaku?) |             |                          |                        |
| 5 | «Volumen 5» | 18 de febrero de 2010    | ISBN 978-4-7783-2108-6 |
| Contenido: - 26. Rokumeikan, parte 5 (鹿鳴館 5 Rokumeikan Go?) - 27. Rokumeikan, parte 6 (鹿鳴館 6 Rokumeikan Roku?) - 28. Rokumeikan, parte 7 (鹿鳴館 7 Rokumeikan Nana?) - 29. Rokumeikan, parte 8 (鹿鳴館 8 Rokumeikan Hachi?) - 30. Después del banquete (宴のあと Utage no Ato?) - 31. La puerta en verano, parte 1 (夏への扉＜前編＞ Natsu e no Tobira (Zenpen)?) |             |                          |                        |
| 6 | «Volumen 6» | 12 de mayo de 2011       | ISBN 978-4-7783-2141-3 |
| Contenido: - 32. La puerta en verano, parte 2 (夏への扉＜中編＞ Natsu e no Tobira (Chūhen)?) - 33. La puerta en verano, parte 3 (夏への扉＜後編＞ Natsu e no Tobira (Kōhen)?) - 34. Como desees (お気に召すまま O Ki ni Mesu Mama?) - 35. Planeta del amor (恋する惑星 Koisuru Wakusei?) - 36. El lirio en el valle (谷間の百合 Tanima no Yuri?) - 37. Primer amor (はつ恋 Hatsukoi?) - 38. Un cuento de Navidad (クリスマスキャロル Kurisumasu Kyaroru?)                      |             |                          |                        |
| 7 | «Volumen 7» | 19 de julio de 2012      | ISBN 978-4-7783-2170-3 |
| Contenido: - 39. Pequeña princesa (小公女 Shōkōjo?) - 40. Pequeña canción de amor, parte 1 (小さな恋のメロディ＜前編＞ Chīsa na Koi no Merodi (Zenpen)?) - 41. Pequeña canción de amor, parte 2 (小さな恋のメロディ＜後編＞ Chīsa na Koi no Merodi (Kōhen)?) - 42. El sueño (日々の泡 Hibi no Awa?) - 43. La chica en el espejo (鏡の中の少女 Kagami no Naka no Shōjo?) - 44. Una noche de primavera (春の夜に Haru no Yoru ni?) - 45. Los tres mosqueteros (三銃士 Sanjūshi?) |             |                          |                        |
| 8 | «Volumen 8» | 12 de septiembre de 2013 | ISBN 978-4-7783-2209-0 |
| Contenido: - 46. Oraciones de las chicas (乙女の祈り Otome no Inori?) - 47. Crimen y castigo (罪と罰 Tsumi to Batsu?) - 48. Esta flor del mundo (この世の花 Kono Yo no Hana?) - 49. Amor (片恋 Katakoi?) - 50. Esperandote (君待てども Kimi Matedomo?) - 51. El el séptimo mundo (第七官界彷徨 Dai Shichi Kankai Hōkō?) - 52. Aoi Hana (青い花 Aoi Hana?) |             |                          |                        |

### Anime
Una adaptación a serie de anime de 11 episodios fue producida por el estudio de animación J.C.Staff y dirigida por Kenichi Kasai. El anime salió al aire en Japón entre el 2 de julio y 10 de septiembre de 2009, en la cadena Fuji TV. El tema de opening es "Aoi Hana" (青い花?) por Kukikodan (空気公団 Kūki Kōdan?) y el tema de cierre es "Centifolia" (センティフォリア Sentiforia?) por Ceui. 
El single "Aoi Hana" fue lanzado el 22 de julio de 2009, seguido por "Centifolia" el 5 de agosto de 2009. La banda sonora original del anime fue lanzada el 26 de agosto de 2009 por Lantis.
En marzo de 2024, Anime Onegai adquirió los derechos de transmisión de la serie en América Latina junto con su doblaje latino.

#### Lista de episodios
| #  | Título                                                                   | Estreno                  |
| -- | ------------------------------------------------------------------------ | ------------------------ |
| 1  | «La historia de la flor» «Hana Monogatari» (花物語)                      | 2 de julio de 2009       |
| 2  | «Tormenta de primavera» «Haru no Arashi» (春の嵐)                        | 9 de julio de 2009       |
| 3  | «Cuando me levanto en las mañanas» «Asa Mezamashite wa» (朝目覚めては)   | 16 de julio de 2009      |
| 4  | «La adolescencia es hermosa» «Seishun wa Uruwashi» (青春は美わし)        | 23 de julio de 2009      |
| 5  | «Cumbres borrascosas (parte 1)» «Arashi ga Oka (zenpen)» (嵐が丘 (前編)) | 30 de julio de 2009      |
| 6  | «Cumbres borrascosas (parte 2)» «Arashi ga Oka (kōhen)» (嵐が丘 (後編))  | 6 de agosto de 2009      |
| 7  | «Días de juventud» «Wakaba no Koro» (若葉のころ)                         | 13 de agosto de 2009     |
| 8  | «El amor es ciego» «Koi wa Mōmoku» (恋は盲目)                            | 20 de agosto de 2009     |
| 9  | «Un sueño de verano» «Natsu no Yo no Yume» (夏の夜の夢)                  | 27 de agosto de 2009     |
| 10 | «El príncipe feliz» «Kōfuku na Ōji» (幸福の王子)                         | 3 de septiembre de 2009  |
| 11 | «Fuegos artificiales de invierno» «Fuyu no Hanabi» (冬の花火)            | 10 de septiembre de 2009 |

## Recepción
Erica Friedman, la presidenta de Yuricon y ALC Publishing, comento del manga y el anime de Aoi Hana, cumplimentando el original arte de Takako Shimura en la cubierta y el interior del manga, y como el estilo es "capturado en el anime a través de un arte simple y realista". La historia también es elogiada por "sobrepasar mucho la mayoría del Yuri en general" por su fuerza en una historia centrada en sus personajes, la cual es descrita como "Estéticamente atractiva" y "simple". Friedman cita que Aoi Hana podría fácilmente ser comparada con una novela de Jane Austen, y siente que la historia no es "un melodrama o una parodia, como Strawberry Panic!."
Aoi Hana fue exaltada como el Importado del Mes por Anime News Network en mayo de 2007, donde fue descrita como "la mejor de su género" que "hace cosas como MariMite y Strawberry Panic! verse como romances de baja calidad en comparación." El arte de Takako Shimura como "económico" con "esquemas simples, fondos dispersos, y todo lo que tiene que decirse está contenido dentro de una sola expresión facial." Sin embargo, los puntos del argumento son descritos como tan calmados que son fáciles de pasar por alto. Las relaciones presentadas son vistas como complejas y el crítico sintió que era difícil recordar todos los detalles en la historia.